# Zoë Bell
Zoë E. Bell (Waiheke Island, 17 november 1978) is een stuntvrouw en actrice uit Nieuw-Zeeland.

## Carrière
Bell begon haar carrière als stuntvrouw per toeval, toen haar vader op een dag een gewonde stuntman mee naar huis bracht en ze een telefoonnummer kreeg dat ze voor hem moest bellen. Toen werd ze al snel de stuntdubbel van Lucy Lawless in Xena: Warrior Princess. Toen Bell een wervel brak, werd er een andere stuntvrouw geregeld.
Bell werd in 2003 de stuntdubbel van Uma Thurman voor de film Kill Bill, van Quentin Tarantino. Ze deed in deze film voor het eerst gevechtsscènes. Voor haar stunts in Kill Bill 2 kreeg Bell Taurus Awards voor zowel het beste gevecht als voor de beste vrouwelijke stunt.
Nadat Bell vervolgens als stuntdubbel werkte in onder meer Catwoman, Love Wrecked, Devil's Den en Penny Dreadful, castte regisseur Quentin Tarantino haar voor een van de hoofdrollen in zijn nieuwe film Death Proof. Ditmaal niet als dubbel, maar zelf als personage. Hierin deed Bell haar eigen stunts. Eén hiervan was er een waarbij Bell op de motorkap van een rijdende auto lag en het psychopathische personage van Kurt Russell haar eraf probeerde te beuken met een andere wagen.

## Filmografie
*Als actrice
- Once Upon a Time in Hollywood (2019)
- The Hateful Eight (2016)
- Raze (2013)
- Oblivion (2013)
- Hansel and Gretel: Witch Hunters (2013)
- The Baytown Outlaws (2012)
- Django Unchained (2012)
- Game of Death
- Whip It (2009)
- Gamer (2009)
- Angel of Death (2009)
- Bitch Slap (2009)
- Reflections (2008)
- Planet Terror (2007, 50% van Grindhouse)
- Death Proof (2007, 50% van Grindhouse)

*Als stuntvrouw
- Thor: Ragnarok (2017)
- Bitch Slap (2009)
- Blood and Bone (2009)
- Reflections (2008)
- 27 Dresses (2008)
- The Kingdom (2007)
- Planet Terror (2007, 50% van Grindhouse)
- Death Proof (2007, 50% van Grindhouse)
- Penny Dreadful (2006)
- Devil's Den (2006)
- Poseidon (2006)
- Love Wrecked (2005)
- Catwoman (2004)
- Kill Bill: Vol. 2 (2004)
- Kill Bill: Vol. 1 (2003)
- The Extreme Team (2003)

- Bibliothèque nationale de France: cb165250772 (data)
- Gemeinsame Normdatei: 1020595051
- International Standard Name Identifier: 0000 0001 2120 7463
- Library of Congress Control Number: no2007112011
- MusicBrainz: 40e9a1f7-c40c-4252-afcd-a7cc004904da
- Système universitaire de documentation: 196779669
- Virtual International Authority File: 12095905
- WorldCat: E39PBJxGVyvrgTb7VQJDHbyTpP